# Jakub Škoda
Jakub Škoda (30. dubna 1835 Počátky — 28. října 1885 Přerov) byl český středoškolský profesor, překladatel a komunální politik. Vyučoval na středních školách v Chebu, Litoměřicích, Jindřichově Hradci a Olomouci; roku 1870 byl jmenován ředitelem nově zřízeného gymnázia v Přerově. Ve volbách 1873-74 tam organizoval úspěšnou kampaň národní strany proti proněmeckým kandidátům a jako obecní zastupitel měl zásluhy o zachování a rozvoj českojazyčných středních škol. Psal učebnice a pod pseudonymem Počátecký překládal divadelní hry z francouzštiny. Stal se čestným občanem Přerova (1880) a na jeho počest bylo pojmenováno tamní Gymnázium Jakuba Škody (1993).

## Život
Narodil se 30. dubna 1835 v Počátkách. V deseti letech byl přijat na gymnázium v Jindřichově Hradci. Po maturitě r. 1853 absolvoval filosofii, klasickou filologii a češtinu na pražské univerzitě; během studia vyučoval klasické jazyky v soukromých ústavech.
Roku 1857 se stal suplentem na gymnáziu v Chebu, odkud se o rok později přestěhoval do Litoměřic. V roce 1858 byl jmenován skutečným učitelem na gymnáziu v Jindřichově Hradci. Ve městě strávil devět let. Aktivně se účastnil veřejného života a vlasteneckých podniků, z nichž nejdůležitější bylo ochotnické divadlo. Roku 1867 se stal profesorem českého státního gymnázia v Olomouci, které řídil Jan Evangelista Kosina.
V roce 1870 společně s poslancem Ignátem Wurmem a farářem Arnoštem Vychodilem organizoval založení českého gymnázia v Přerově a po jeho otevření v říjnu téhož roku byl jmenován ředitelem.
Ve městě se zapojil do veřejného a politického života. Krátce po jeho příchodu padla Hohenwartova vláda a centralisté se snažili toho využít k posílení německého vlivu na Moravě. V komunálních volbách v letech 1873 a 1874 organizoval Škoda kampaň národní strany (tj. zastánců českého jazyka) a po vyhraných volbách zasedl v obecním zastupitelstvu. Stal se zpravodajem školního, stavebního a finančního odboru. Usiloval zejména o rozvoj českojazyčného školství. Pod jeho vedením bylo reálné gymnázium rozšířeno o vyšší ročníky a byla pro něj postavena nová budova. Později bylo doplněno o vyšší gymnázium a vyšší reálku. Rolnická škola, v jejímž čele rovněž stál, byla na jeho návrh změněna na zemskou hospodářskou střední školu. Snažil se rovněž o zřízení strojnické školy; podnikl cestu do Chomutova, aby získal více informací, jejího otevření se ale nedožil. Úsilí o udržení a rozšiřování českojazyčných škol naráželo na silný odpor proněmeckých občanů a politiků („ústaváků“); bylo Škodovou zásluhou, že přerovské školy nepodlehly poněmčení, jako se to v téže době stalo v Hranicích, Třebíči a Valašském Meziříčí.
Byl rovněž v čele záložny a okrašlovacího spolku. Inicioval také zřízení obecní spořitelny a české knihtiskárny.
Zemřel 28. října 1885 v Přerově po čtrnáctidenní nemoci.

## Význam a ocenění
Jakub Škoda byl svými současníky vysoce ceněn pro svou činnost ve prospěch Přerova a pro prosazování českých národních zájmů v tomto městě. Roku 1880 byl jmenován čestným občanem; při té příležitosti byl uspořádán pochodňový průvod a banket za účasti místních obyvatel i hostů z Brna, Olomouce a dalších měst. Velkolepé byly i oslavy jeho 50. narozenin, k nimž dostal od města zlatý pohár a ochotnický spolek uspořádal na jeho počest slavnostní večer.
Roku 1993 po něm bylo pojmenováno přerovské Gymnázium Jakuba Škody.

## Dílo
Během pobytu v Jindřichově Hradci překládal divadelní hry z francouzštiny, s cílem rozšířit repertoár nově otevřeného pražského Prozatímního divadla. Většina jeho prací z té doby vyšla pod pseudonymem Počátecký. Později psal středoškolské učebnice.
Knižně vyšly:
- Francouzská cvičebná kniha. Díl první, Tvarosloví (1874)
- Grammatika francouzská pro nižší a střední třídy realných škol a pro střední třídy realných gymnasií (1874)
- Francouzská cvičebná kniha pro nižší školy reálné a pro reálná gymnasia (1878)

Překlady:
- Premarey: Doktor Robin : veselohra v jednom jednání (1856, 1871)
- Delphine de Girardin: Pokuta ženy : drama ve třech jednáních (1867)